# 全国融合

全国融合标志

全国融合（西班牙語：Convergencia Nacional）是委内瑞拉的一个基督教民主主义政党。
1993年6月5日，该党成立，分裂自独立选举政治组织委员会，由委内瑞拉前总统拉斐尔·卡尔德拉创建。在1993年委内瑞拉大选中，卡尔德拉赢得第二个总统任期。
1995年—2004年，该党成员爱德华多·拉皮担任亚拉奎州州长。该党抵制了2005年委内瑞拉议会选举。
该党是民主统一纲领的成员和美洲基督教民主组织的观察员。